# Drew Gress
Drew Gress (Trenton (New Jersey), 20 november 1959) is een Amerikaanse jazzcontrabassist.

## Biografie
Gress werd midden jaren 1980 bekend in het New Yorkse jazzcircuit. Met Phil Haynes, Ellery Eskelin en Paul Smoker formeerde hij de kwartet Joint Venture, dat tussen 1987 en 1994 drie albums uitbracht bij Enja Records. Hij leidt zijn eigen kwartet Jagged Sky, waarmee hij in 1998 zijn eerste album als orkestleider uitbracht (onder meer met Gerry Hemingway). Bovendien vormde Gress eind jaren 1990 het trio Paraphrase met Tim Berne en Tom Rainey, waarmee hij twee albums opnam. Hij werkte ook met de groep Chimera van Erik Friedlander, het Fred Hersch Trio, het Don Byron Quartet en de Dave Douglas String Group en als sideman met  o.a. Uri Caine, Gerald Cleaver, Ravi Coltrane, Marc Copland, Fred Hersch, John Hollenbeck & The Claudia Quintet, Tony Malaby, Gebhard Ullmann, Janning Trumann en Mat Maneri. Op het gebied van jazz was hij tussen 1979 en 2018 betrokken bij 246 opnamesessies.
Gress toerde door Europa, Azië, Noord-, Midden- en Zuid-Amerika en was composer in residence aan de University of Colorado en het conservatorium van St. Petersburg.

## Discografie
- 1997: Heyday met Dave Binney, Ben Monder, Kenny Wollesen
- 2000: Spin & Drift met Tim Berne, Uri Caine, Tom Rainey
- 2003, 2004: 7 Black Butterflies met Ralph Alessi, Tim Berne, Tom Rainey, Craig Taborn
- 2009: Brewster’s Rooster met John Abercrombie, Jack DeJohnette, John Surman
- 2016: Jake Wark, Drew Gress, Phil Haynes: Tremor (Corner Store Jazz)

- Bibsys: 7014605
- Biblioteca Nacional de España: XX4741327
- Bibliothèque nationale de France: cb14003223n (data)
- Gemeinsame Normdatei: 134666372
- International Standard Name Identifier: 0000 0001 1753 6838
- Library of Congress Control Number: no96026885
- MusicBrainz: 19b162af-0a3e-4e54-848c-df63ad828eb8
- Nationale bibliotheek van Australië: 35558329
- Nationale Bibliotheek van Israël: 987007323475805171
- Réseau des bibliothèques de Suisse occidentale: 02-A003318984
- Istituto Centrale per il Catalogo Unico: UBOV981868
- Système universitaire de documentation: 086274805
- Virtual International Authority File: 27263004
- WorldCat: E39PBJd8dgdjy7YjrDq4ffDg8C